# Lenguas sami

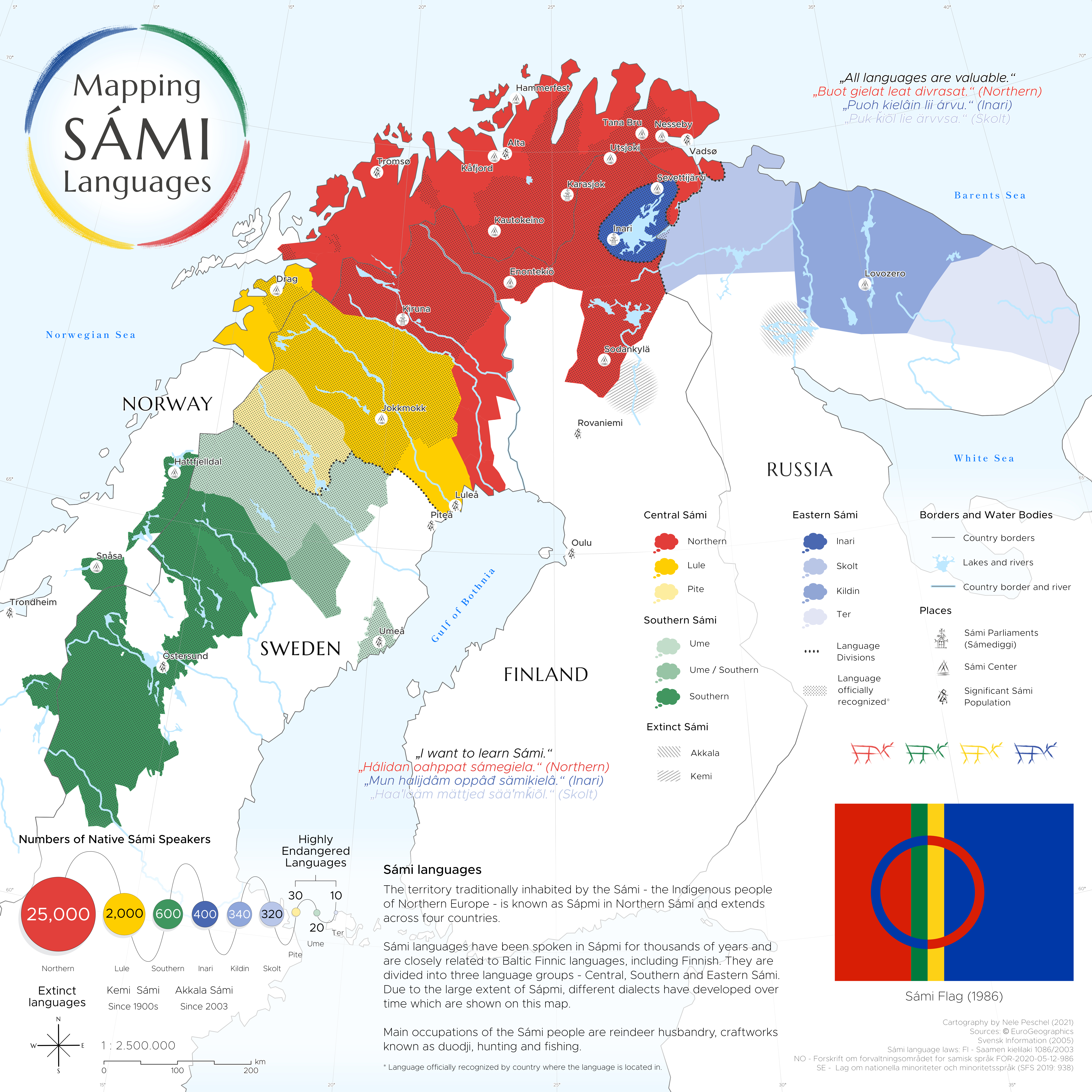

Las lenguas saami, sami o laponas constituyen un grupo de lenguas de la familia urálica que son habladas por unos 35 000 habitantes de Laponia, en el norte de Europa.

## Aspectos históricos, sociales y culturales
Las lenguas sami o laponas (también denominadas same o sabme) se hablan en una zona (Laponia) que se extiende desde Dalarna, en la Suecia central, hasta el extremo de la península de Kola, en Rusia.

### Historia
Las lenguas saami están especialmente relacionadas con las balto-finesas, una rama de la familia urálica, de la cual el finés es una lengua próxima, pues la división en el tronco baltofinés-saami se produjo hacia el 2500 a. C., fecha en la que hace su entrada en escena en las costas finlandesas la cultura indoeuropea del hacha de guerra. No obstante, todo hace suponer que antes de esa fecha los lapones hablaban una lengua distinta a la que luego adoptaron con motivo de las invasiones.
En la literatura, las variantes saami han sido tratadas como dialectos a causa de su correspondencia uniforme en fonología y la similitud en gramática y vocabulario, pero seis de las variantes regionales tienen formas estandarizadas de escritura, por lo que es más justificable hablar en su caso de lenguas. El resto de variedades sami son habladas por unos pocos individuos de avanzada edad.

### Dialectos
Las lenguas saami se dividen en dos grupos: occidental y oriental. Los grupos pueden dividirse en varios subgrupos y los idiomas en última instancia individual.
Hay al menos diez lenguas saami que difieren entre sí tanto como lo puedan hacer las distintas lenguas germánicas y los dialectos periféricos que se hablan en los límites geográficos de uno y otro lado son cercanos el uno al otro, razón por la cual las lenguas saami forman una cadena en la que los hablantes de un dialecto limítrofe se entienden entre sí. Los dialectos más centrales de las lenguas limítrofes saami difieren lo suficiente como para exigir un gran esfuerzo de comprensión.
Se acostumbra distinguir entre las siguientes variantes saami: saami meridional, saami ume, saami pite, saami lule, saami septentrional (también llamado saami noruego), saami inari, saami skolt, saami akkala (también llamado saami babino), saamikildin y saami ter.
- El saami Inari: Se habla en el centro de la provincia Inari de Laponia, en Finlandia. Cuenta con unos 300 hablantes, de los cuales muy pocos niños aprenden la lengua. En 1997, el número de niños hablantes era menos de cinco, aunque desde entonces se ha puesto en marcha un programa que ha incrementado ese número. Incluso adultos que no conocían la lengua han comenzado a estudiarla. Pero dado el pequeño tamaño de la comunidad inari y la presencia de la lengua finesa en los medios de comunicación, la situación es precaria, por lo cual está seriamente amenazada.

- El dialecto Kildin: Se habla en la península de Kola. Antiguamente, se habló en muchas localidades en las partes orientales de la provincia de Kola y en las occidentales de Lovozero, en la Federación Rusa. En 1989, se contabilizaron 800 hablantes para las cuatro lenguas saami de Kola, siendo la inmensa mayoría hablantes de kildin. Hoy tal vez haya 650 hablantes, entre los que probablemente no hay niños. Hay algunos jóvenes, pero la mayoría son de mediana o avanzada edad. Está seriamente amenazada.

- El saami Skolt: En finés koltta, se habla en Laponia y en la península de Kola, en la región de Sevettijärvi en Inari, en Finlandia, principalmente por gente evacuada del antiguo territorio finés de Petsamo, ahora Pechenga en la provincia de Murmansk, en la Federación Rusa. Anteriormente, también se habló en las partes occidentales de Kola en el oeste de la provincia de Murmansk, desde donde los hablantes fueron obligados a trasladarse a Lovozero. El número de hablantes en Finlandia ronda los 300. En los años 90 hubo unos 20 hablantes en la Federación Rusa. También se habló antiguamente en la parte más oriental de Finnmark, en Noruega. En Finlandia, muy pocos niños aprenden la lengua y en la Federación Rusa solo personas mayores. Ha sido usado este dialecto como lengua literaria desde 1970. Está seriamente amenazado en Finlandia y casi moribundo en la Federación Rusa. Extinguido en Noruega.

- El dialecto Ume: Se habla en Suecia, en Arvidsjaur y en la esquina meridional de Arjeplog en la provincia de Norrbotten y en Malå y Sorsele y al norte de Tärna en Storuman en la provincia de Västerbotten. Antiguamente, se habló también en Noruega, en Rana en la provincia de Nordland. Hay menos de 20 hablantes todos ancianos. Está extinguido en Noruega y moribundo en Suecia.

- El saami Lule: Se habla en Jokkmokk y partes de Gällivare y otras regiones adyacentes en la provincia Norrbotten en Suecia y en la región de Tysfjord en el norte de la provincia Nordland, en Noruega. El número de hablantes está entre 1.000 y 2.000. Un pequeño número de niños aprenden la lengua y aunque la tendencia parecía alarmante hace unos años, el uso de lule se ha activado recientemente. Los hablantes más jóvenes prefieren el sueco o el noruego. Está amenazado.

- El saami septentrional: Se habla en la mayoría de Finnmark y Troms y en las partes más septentrionales de la provincia de Nordland, en Noruega. También en las regiones de Kiruna y Pajala y en partes de Gällivare y otras regiones adyacentes en la provincia de Norrbotten y en algunas regiones meridionales de Suecia. También en Utsjoki y Enontekiö y partes occidentales de Inari y Vuotso en la provincia de Laponia, en Finlandia. Anteriormente, se extendía por la región de Petsamo en la provincia de Murmansk en la Federación Rusa. Incluye tres dialectos: torne, finnmark y meridional. En Noruega, el número de hablantes está por encima de 10 000, en Suecia son unos 5.000 y en Finlandia aproximadamente 500. En partes adyacentes de Suecia y Finlandia también hay niños hablantes. En otras regiones, está dejando paso a lenguas dominantes. A pesar de muchos rasgos positivos, el saami septentrional puede ser contemplado como amenazado en Suecia, Noruega y Finlandia y extinto en la Federación Rusa.

- El dialecto saami pite: También denominado saami arjeplog, se habla en la mayoría de la región de Arjeplog en la provincia de Norrbotten en Suecia. Hay menos de 20 hablantes, todos ancianos.

- El dialecto ter: Se habló anteriormente en las partes orientales de Lovozero en la provincia de Murmansk, en la Federación Rusa, desde donde sus hablantes fueron deportados a Lovozero que queda fuera del territorio nativo. Quedan dos hablantes actualmente, los dos con más de 80 años. Algunos descendientes de ellos hablan saami kildin, pero la mayor parte usan el ruso.

- El dialecto meridional: Se habla en Laponia y Escandinavia central. En Suecia en Vilhelmina y partes de la vecina Västerbotten, en Strömsund, Krokom, Åre, Berg y Härjedalen en la provincia de Jämtland y en la región de Idre en Älvdalen en la provincia de Dalarna. En Noruega, se habla en las partes meridionales de la provincia de Nordland, muchas partes de Nord-Trøndelag y Sør-Trøndelag y en Engerdal, en la provincia de Hedmark. Hay unos pocos cientos de hablantes, pero muchos prefieren el sueco o el noruego. En algunas familias, los niños aprenden la lengua, pero, no obstante, está amenazada.

| Rama occidental                                                                         | Rama oriental |
| --------------------------------------------------------------------------------------- | --- |
| - saami meridional - saami de Ume - saami de Pite - saami de Lule - saami septentrional | - saami de Inari - saami de Kemi (muerta) - saami de Skolt - saami de Akkala (muerta) - saami de Kildin - saami ter |

## Descripción lingüística

### Fonología
Una característica típica en la fonología de la mayoría de lenguas saami es la aparición de paradas sordas aspiradas y africadas. Estos sonidos también se dan en las lenguas saami Kola. Un aspecto específico en la fonología del saami Kola que no se encuentra en otras lenguas saami es el relativamente largo inventario de fonemas. La mayoría consonantes, incluyendo sonantes, presentan una oposición vocálica. Es más, casi todas las consonantes tienen, fonológicamente, distintos homólogos palatalizados. Para las dentales nasales y laterales /n/ y /l/ hay una oposición, no solo para los fonemas palatalizados correspondientes /n’/ y /l’/, sino también para las palatales nasales y laterales /ɲ/ and /ʎ/. Por ejemplo, en kildin: mann (манн) /man:/ ‘luna; mes’, mann’ (маннҍ) /man:’/ ‘huevo’, mannj (маннь) /maɲ:/ ‘nuera’; pāll (па̄лл) /pa:l:/ ‘bola’, māll’ (ма̄лль) /ma:l:’/ ‘zumo’, māllj (ма̄лльй) /ma:ʎ:/ ‘óxido’.

### Escritura
Todas las ortografías estandarizadas de las lenguas saami como la meridional, lule, septentrional, inari y skolt se basan en el alfabeto latino, menos la kildin que usa una variante del cirílico.

### Gramática
Las lenguas saami comparten muchas características con las lenguas fino-bálticas (finés, estonio, carelio, etc.) aunque no son cercanas a ninguna de ellas. En estructura lingüística su gramática es similar a la del finés aunque su sintaxis ha sido influida por las lenguas escandinavas. El sistema de sonidos del saami meridional es diferente del de sus vecinos, sobre todo en su sistema correlativo cuantitativo, en el que se mantiene un equilibrio entre vocales y consonantes largas y breves de la raíz. Hay muchos préstamos rusos y escandinavos.
El verbo tiene cuatro modos: indicativo, subjuntivo, condicional, potencial e imperativo, dos voces: activa y pasiva. El orden de la oración es sujeto, verbo y objeto. 

### Morfología
Algunas formas inflexivas están marcadas por morfemas no ligados. Los nombres pertenecen a diferentes clases flexivas y flexionan en dos números y nueve casos. Número y marca de caso están enmascarados en sufijos que exhiben varias formas sincréticas. En esivo y partitivo no existe la flexión de número. La flexión pronominal es pareja a la de los sustantivos. Los verbos también pertenecen a distintas clases y poseen flexión finita y no finita, con tres modos, dos tiempos y tres personas.

### Comparación léxica
Los numerales en diferentes variedades laponas son:
| GLOSA | Meridional      | Meridional | Occidental | Occidental | Occidental | Oriental      | Oriental | Oriental | Oriental | PROTO- SAAMI |
| GLOSA | Sur             | Ume        | Lule       | Norte      | Pite       | Inari         | Kildin   | Skolt    | Ter      | PROTO- SAAMI |
| ----- | --------------- | ---------- | ---------- | ---------- | ---------- | ------------- | -------- | -------- | -------- | ------------ |
| '1'   | akte            | akʻtə      | akta       | oktɑ       | akʰtə      | oxtɑ ohtâ     | ɘx:t     | ɘxːt     | axt      | *(w)ëktë     |
| '2'   | guokte          | kuœkʻtə    | kuokte     | gŭokte     | kuɛkʰtɪ    | kyɛxti kyehti | kuxːt    | kuɒxːt   | kɨxt     | *kuoktē      |
| '3'   | gulme           | kulᵊpmə    | kɔlbmɔ     | goloʔmɑ    | kɔlp̚mɔ     | kulmɑ kulmâ   | kolˠːm   | ko͡um     | kolˠm    | *kolmë       |
| '4'   | ɲeʎie nieljie   | nilᵊjɛ     | ɲeʎe       | ɲeaʎʎe     | nɛljɪʰ     | nelji         | ɲeːʎː    | ni͡eʎː    | ɲɪɛʎːɛ   | *nealjē      |
| '5'   | vɨjte vˈïjte    | viːhtə     | viht(t)ta  | vihhtɑ     | viçtə      | vitːɑ vittâ   | vɨdː     | viʰt     | vɨdː     | *vittë       |
| '6'   | guvte           | kuːhtə     | kuhtta     | guhhtɑ     | kuxtə      | kutːə kuttǎ   | kud:     | kuʰt     | kud:     | *kuttë       |
| '7'   | c͡çic͡çe tjitje   | çiːçə      | kiec͡çav    | ʧieʤɑ      | kieʧauv    | ʧiʧːɑm čiččâm | kɨʤʲəm   | ʧiʰʧɐm   | kɨʤʲəm   | *čiečëm      |
| '8'   | gaːkʦie gaaktie | kaːkʻʦe    | kakʦe      | ɡaːwhʦi    | kakʰʦɛ     | kæːvʦi käävci | kaːxːʦ   | kaxːʲʦ   | kaxʦɛ    | *kākʦē       |
| '9'   | ukʦie uktsie    | okʻʦe      | akʦe       | owhtis     | ɔkʰʦɛ      | oːvʦe oovce   | aːxːʦ    | ɒːxːʲʦ   | axʦɛ     | *(w)ëkʦē     |
| '10'  | lykːie lükkie   | lʉhke      | lɔhkeː     | logi       | lɔkev      | love love     | lˠo͡agʲː  | lɒːʰkʲ   | lˠogʲːɛ  | *lokē        |

### Sintaxis
En las frases verbales, parece estarse dando el paso de la estructura SOV a la de SVO (sujeto, verbo y objeto). Los adjetivos atributivos no concuerdan con el nombre al que modifican, excepto los modificadores numerales y pronominales, que muestran una ligera concordancia. 
La negación se expresa con un auxiliar de negación seguido por un verbo principal en una forma especial(por ejemplo en Kildin): munn puada (мунн пуада).

## Vocablos de saami septentrional antiguo
casa goatte
conocer dow'dâ
corazón čâððam
dar vuow'de
falda sâllâ
hielo jiegηa
mano giettâ
ojo čal'bme
pez guolle
quién gi
sangre vârrâ
1 ok'tâ
2 guok'te
3 gol'bma
4 njæl'lje
5 viht'tâ
6 guht'tâ
7 chiezha
8 gavcci
9 ovcci
10 logi
20 guok'te logi
30 gol'bma logi

## Documentación y estandarización
El primer libro en saami, variante de Kola, escrito fue el Evangelio de San Mateo, publicado en 1878 en Helsinki. El lingüista finlandés Arvid Genetz tradujo el texto con la ayuda de consultores saami. El mismo texto en saami skolt fue traducido por el sacerdote ortodoxo ruso de Petsamo, Konstantin, y publicado en el 1844. 
El primer diccionario saami kola también fue escrito por Genetz en el 1891, y se basa en su traducción de la Biblia y otros varios textos recogidos. Incluso la primera breve descripción gramatical del idioma saami kola fue escrito en húngaro por Ignácz Halász en el 1883, basada en la obra original de Genetz. El lingüista ruso Alexsander Endjukovskj fue el autor de la primera gramática escolar de saami kildin en el 1937. 
Este diccionario sigue siendo la fuente más completa del vocabulario saami. La primera gramática descriptiva completa de una sola lengua saami kola (el kildin) fue publicada por el lingüista ruso Georgij Kert en 1971.